# Nether Haddon
Nether Haddon est une paroisse civile et un village du Derbyshire, en Angleterre.